# Vornholtgraben
Der Vornholtgraben (teilweise auch als Vornholtbach bezeichnet) ist ein 1,4 Kilometer langer linksseitiger Zufluss der Werse in Münster/Westfalen. Der kleine Bachlauf tritt in Münster-Angelmodde am Ende der Heidestraße aus einer Verrohrung zutage und fließt in östliche Richtung zunächst am ehemaligen Areal der Westfalen AG und dann entlang der Bahnstrecke Münster–Warstein auf langer Strecke begradigt und durch Rohre. Der Bach fließt am Gut Vornholt entlang, unterquert den Angelmodder Weg und mündet südlich der Straße Am Hohen Ufer in die Werse.

## Renaturierung und Hochwasserschutz
Die Stadt Münster plant, den Vornholtgraben zwischen Altehof und Angelmodder Weg ökologisch aufzuwerten und den dortigen Hochwasserschutz zu verbessern. Das Gewässer soll dort zukünftig naturnah und kurviger als bisher verlaufen. Weiterhin sollen die Rohre unter der Straße sowie unter den Bahngleisen wesentlich vergrößert werden, um die Wassermenge zu erhöhen, die durch den Vornholtgraben abfließen kann. Im weiteren Verlauf zwischen Bahnstrecke und Angelmodder Weg soll das an dieser Stelle bereits offene Gewässer mehr Platz erhalten. Rohre unter dem Angelmodder Weg und dem parallel verlaufenden Rad- und Fußweg wurden bereits 2022 erneuert und wesentlich vergrößert. Im Rahmen der städteplanerischen Entwicklung des ehemaligen Areals der Westfalen AG soll der Raum rund um den Vornholtgraben in erster Linie als wertvoller Naturraum erlebbar werden.